# Phaeoceros microsporous
Phaeoceros microsporous là một loài rêu trong họ Anthocerotaceae. Loài này được Stephani Hässel de Menéndez mô tả khoa học đầu tiên năm 1989.